# Университет Гринвича
Университет Гринвича (англ. University of Greenwich) — государственный университет, расположенный в Лондоне и Кенте, Великобритания. Предыдущие названия: Политехнический институт Вулиджа и Политехнический институт Темзы.
Главный кампус университета находится в Старом Королевском военно-морском колледже, который вместе с кампусом Эйвери-Хилл расположен в Королевском боро Гринвич. У Университета Гринвича также есть дополнительный кампус в Медуэе, Кент, как часть общего кампуса. Диапазон предметов университета включает архитектуру, бизнес, вычислительную технику, математику, образование, инженерию, гуманитарные науки, морские исследования, естественные науки, фармацию и социальные науки. Среди выпускников Университета Гринвича два лауреата Нобелевской премии: Абий Ахмед и Чарльз К. Као. Университет в 2023 году получил золотой рейтинг в рейтинге качества преподаванияправительства Великобритании.

## История
История университета восходит к 1891 году, когда в Вулидже открылся Вулиджский политехнический институт, второй по возрасту политехнический институт в Великобритании. Он был основан Фрэнком Дидденом при поддержке и следовании принципам Квинтина Хогга и открыт для студентов в октябре 1891 года. Как и новаторское предприятие Хогга на лондонской Риджент-стрит, он изначально сочетал образование с социальными и религиозными функциями.
В 1894 году институт сосредоточился на образовательной роли, а именно на высшем техническом образовании, соответствующем его расположению недалеко от верфи Вулиджа и Королевского арсенала; Уильям Андерсон, генеральный директор артиллерийских заводов, был попечителем, а затем членом совета управляющих. Помещения института также использовались для дневных школ — первая политехническая школа Вулиджа была основана в 1897 году.
В 1970 году Политехнический институт Вулиджа объединился с частью Колледжа искусств и строительства Хаммерсмит и образовал Политехнический институт Темзы. В последующие годы были включены Дартфордский колледж (1976), Педагогический колледж Эйвери Хилл (1985), Гарнетт-колледж (1987), а также части Голдсмитс-колледжа и Лондонского Сити-колледжа (1988).
В 1992 году политехнический институт Темзы получил статус университета от правительства Мейджора (вместе с другими политехническими институтами) и в 1993 году был переименован в Университет Гринвича. 1 января 1993 года Колледж медицинских исследований Темзы, который сам является результатом слияния трёх местных школ подготовки медсестёр и акушерок, официально объединился с недавно получившим статус Гринвичским университетом, став полноправным факультетом университета.
Институт природных ресурсов (NRI), ранее принадлежавший правительству Великобритании, был включён в состав университета в 1996 году.
В 2001 году университет отказался от своего исторического главного кампуса в квартале Батуэй в Вулидже и переехал в свой нынешний главный кампус в Гринвиче.

## Кампусы

### Гринвичский кампус

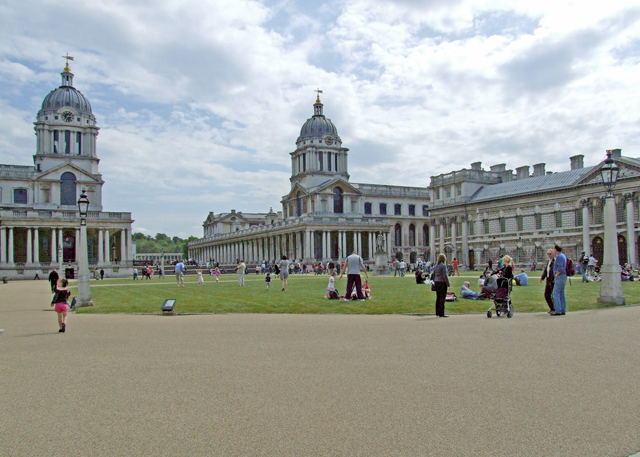
Гринвичский кампус

Гринвичский кампус расположен в основном в Старом Королевском военно-морском колледже, в который он переехал в 1990-х годах, когда помещения были проданы Королевским флотом Великобритании.
В кампусе находятся бизнес-школа и факультет свободных искусств и наук. В состав кампуса также входит Гринвичский морской институт, специализированный институт морского управления, преподавания политики и истории и исследовательский институт. В Старом Королевском военно-морском колледже также находится «Расписной зал», который был написан в XVIII веке сэром Джеймсом Торнхиллом и занимает площадь более 40 000 квадратных футов поверхности, представляет 200 картин королей, королев и мифических существ.
В кампусе есть большая библиотека на Стоквелл-стрит, в которой хранится обширная коллекция книг и журналов, есть лингафонные кабинеты и вычислительный центр на 300 компьютеров. Другие объекты включают специализированные компьютерные лаборатории, в том числе одну в центре Дредноута, телестудию и монтажные студии. Галерея Стивена Лоуренса в здании на Стоквелл-стрит демонстрирует работы современных художников и связана со Школой дизайна.

### Кампус Эйвери Хилл

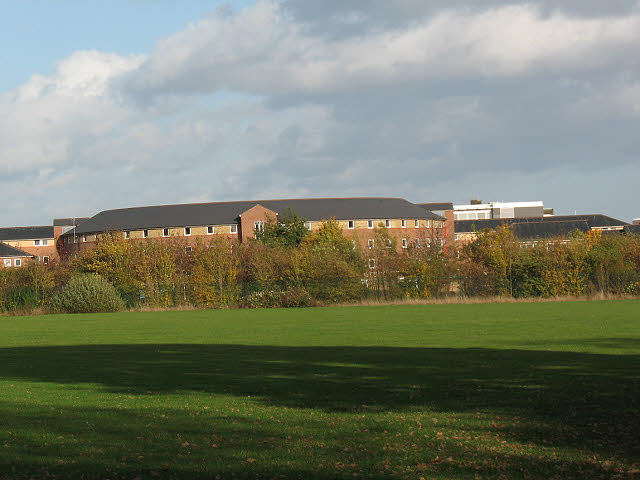
Кампус Эйвери Хилл

Кампус Avery Hill состоит из двух участков: Mansion и Southwood. Оба расположены в парке Эйвери Хилл площадью 86 акров в Королевском боро Гринвич, на юго-востоке Лондона.
В кампусе находится факультет образования и здравоохранения. Оснащение включает компьютерные лаборатории, библиотеку и телестудию, а также спортивно-учебный центр со спортивным залом и лекционным залом на 220 мест. На территории Саутвуда также есть лаборатории клинических навыков. Они копируют палаты Национальной службы здравоохранения, что позволяет стажёрам-медикам получать практический опыт. В деревенском комплексе есть общежития для студентов, универсальный магазин и прачечная самообслуживания. В Куполе, в центре комплекса, находится ресторан и тренажёрный зал. Крытые поля для регби, футбола и нетбола, корты для тенниса, а также танцевальная студия находятся на территории кампуса Avery Hill.
Кампус, построенный Wimpey Construction по контракту PFI, был завершён в 1996 году.
Зимний сад, центральная часть территории, пришёл в запустение и находится в реестре Исторической Англии «под угрозой». Кампания по восстановлению Зимнего сада оказывает давление на университет и Гринвичский совет, чтобы обеспечить его будущее.

### Кампус Медуэй

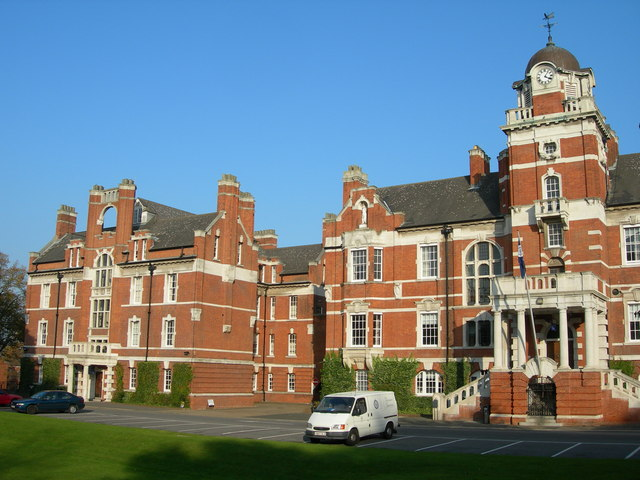
Кампус Медуэй

Кампус Medway расположен на бывшей береговой базе Королевского флота (называемой HMS Pembroke), открытой в 1903 году в Chatham Maritime, Кент.
Здесь находится факультет инженерии и естественных наук, а также Институт природных ресурсов, центр исследований, консультаций и образования в области природных и человеческих ресурсов. Здесь также находится Фармацевтическая школа Медуэй, совместная школа, управляемая университетами Гринвича и Кента. Факультет образования и здравоохранения предлагает ряд программ в Медуэй.

Старый Королевский военно-морской колледж — ныне часть Университета Гринвича — на южном берегу реки Темзы в Гринвиче, Лондон, вид с севера. В центре фотографии между двумя зданиями колледжа виднеется Квинс-хаус. На горизонте (в 800 метрах от Колледжа) стоит статуя Джеймса Вольфа в конце каштановой аллеи, королевская обсерватория видна справа.

## Организация
В Университете Гринвича четыре факультета:
- Факультет свободных искусств и наук

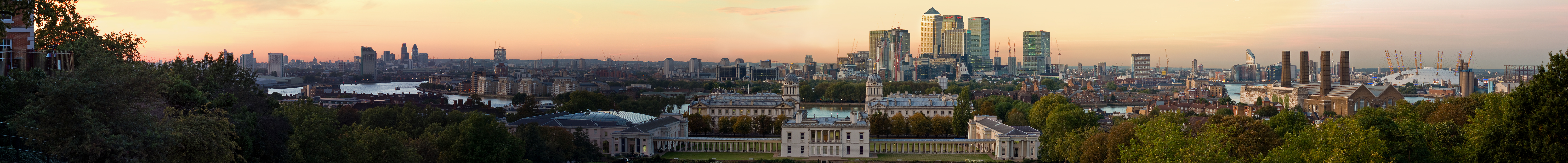
Вид на Гринвич-парк из Университета Гринвича

- Бизнес-школа
- Факультет педагогики и здоровья
- Факультет инженерии и науки

## Студенческая жизнь
Гринвичский кампус находится рядом с Гринвичским парком площадью 74 га, где находится Королевская обсерватория. Здание Stockwell Street Building открылось в 2014 году и сейчас является домом для библиотеки кампуса, кино- и телестудий, а также ультрасовременных монтажных студий. Здание Дредноут является центральным узлом Гринвичского кампуса с дальнейшими учебными и социальными помещениями.
Студенческая деревня в кампусе Avery Hill вмещает около 1000 студентов. На территории есть кафе, столовая, магазин, прачечная самообслуживания, парковка для велосипедов и тренажёрный зал.
Кампус Medway имеет 350 комнат в пяти общежитиях, предназначенных для проживания студентов.

### Студенческий союз

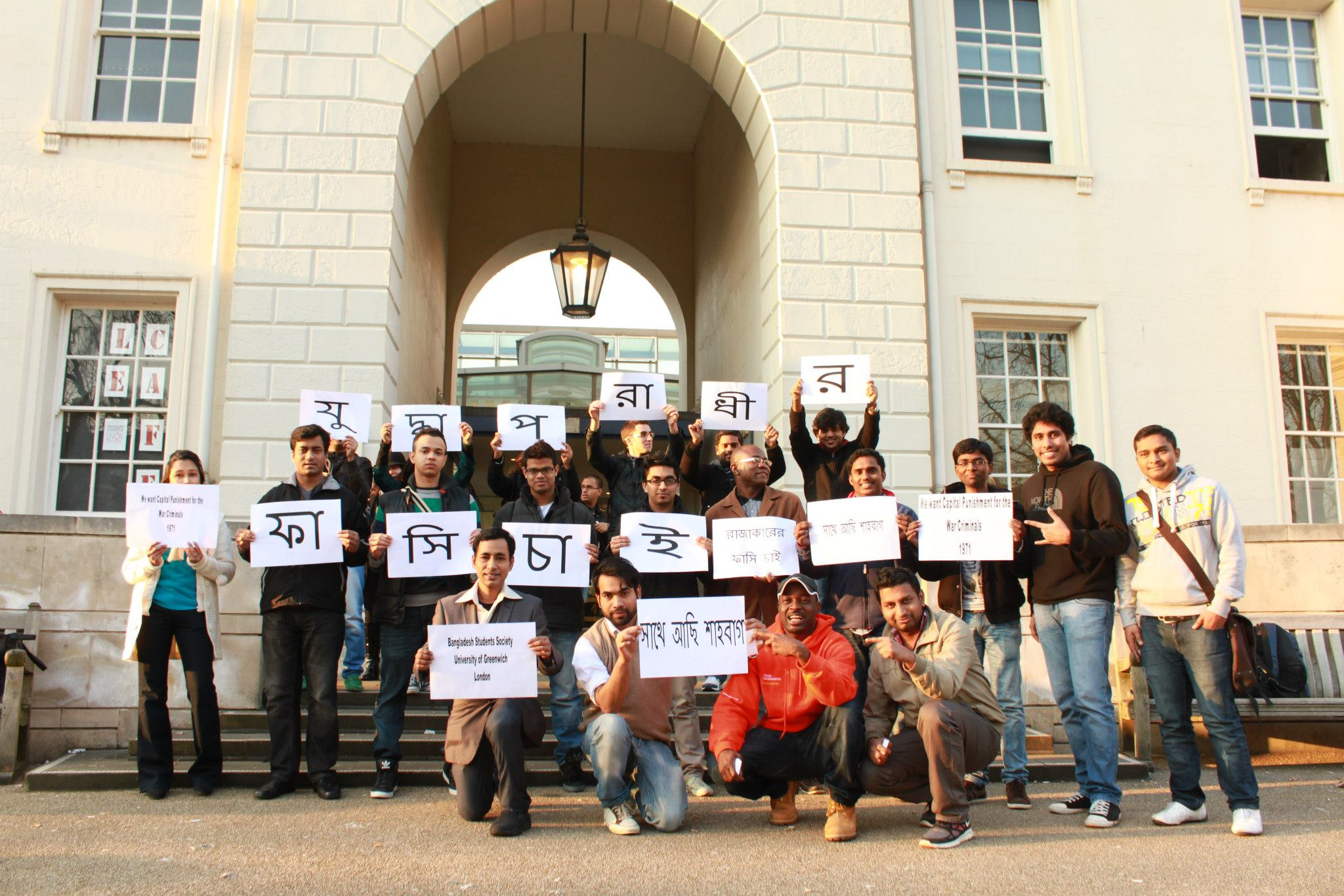
Общество бангладешских студентов

Гринвичский студенческий союз (GSU) — студенческий союз университета. В октябре 2019 года Студенческое собрание GSU проголосовало за то, чтобы попросить университет объявить чрезвычайную климатическую ситуацию, а также консультироваться со студентами при разработке стратегии устойчивого развития университета и профсоюза. Этот призыв к действию был направлен на то, чтобы ускорить усилия университета по достижению нулевого уровня выбросов углерода.
В кампусе Медуэй в Кенте существует партнёрство между Союзом студентов Гринвичского университета, Кентерберийской церковью Христа и Союзом Кентского университета в кампусе Медуэй. Студенческий союз Гринвича возглавляет партнёрство с июля 2021 года и управляет пространством The Hub, ранее Студенческим центром, когда за него отвечали GK Unions — Студенческие союзы Гринвича и Кента вместе.

Студенческий союз Гринвича работает в кампусах Эйвери-Хилл, Гринвич и Медуэй.

## Исследования

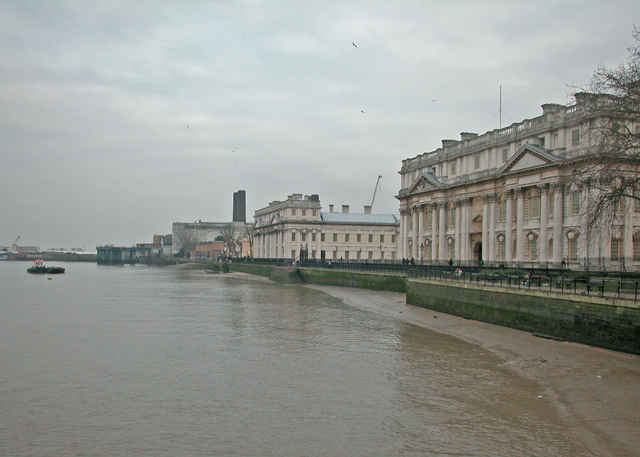
Университет Гринвича близ Темзы

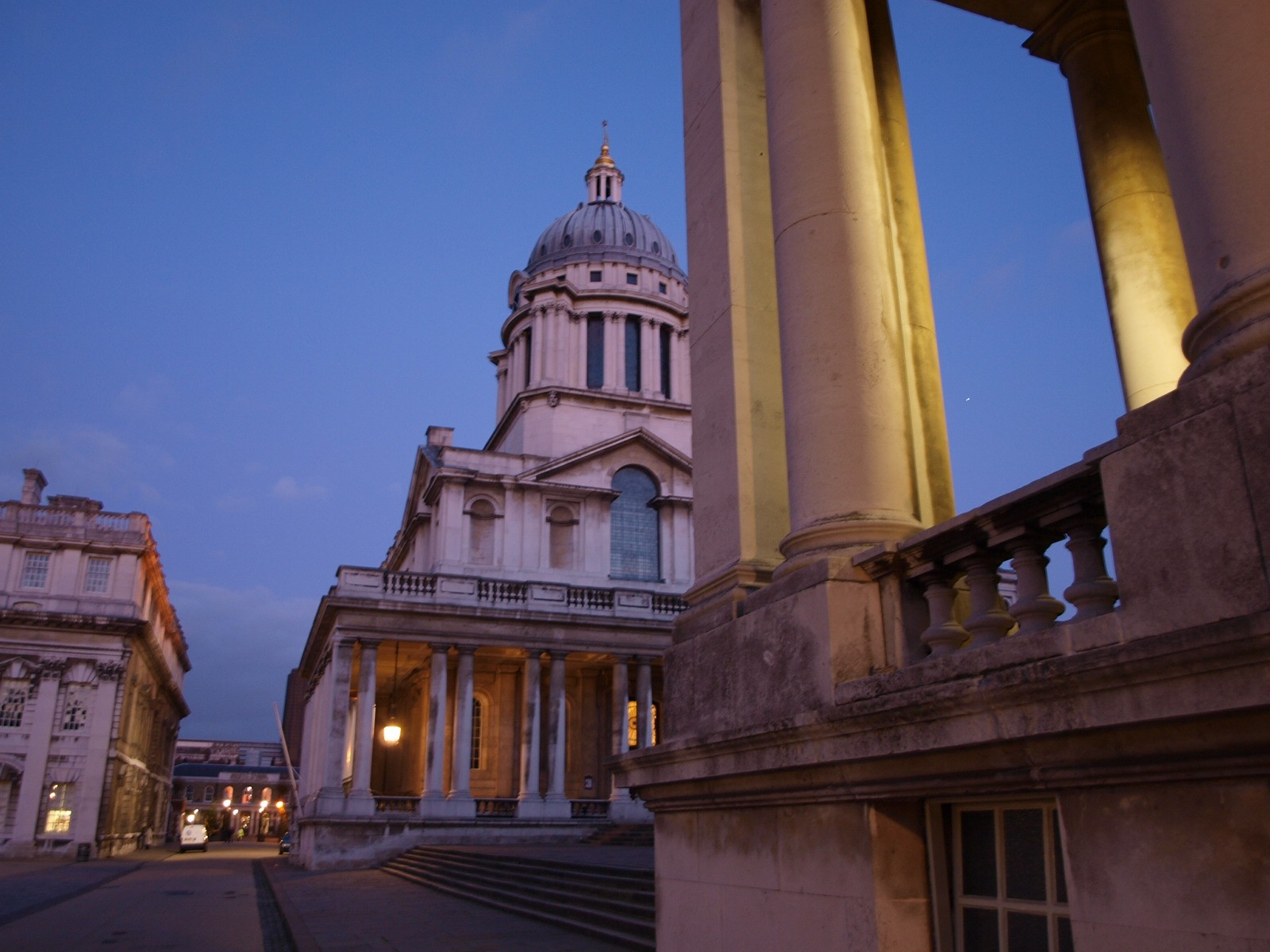
Корт королевы Марии

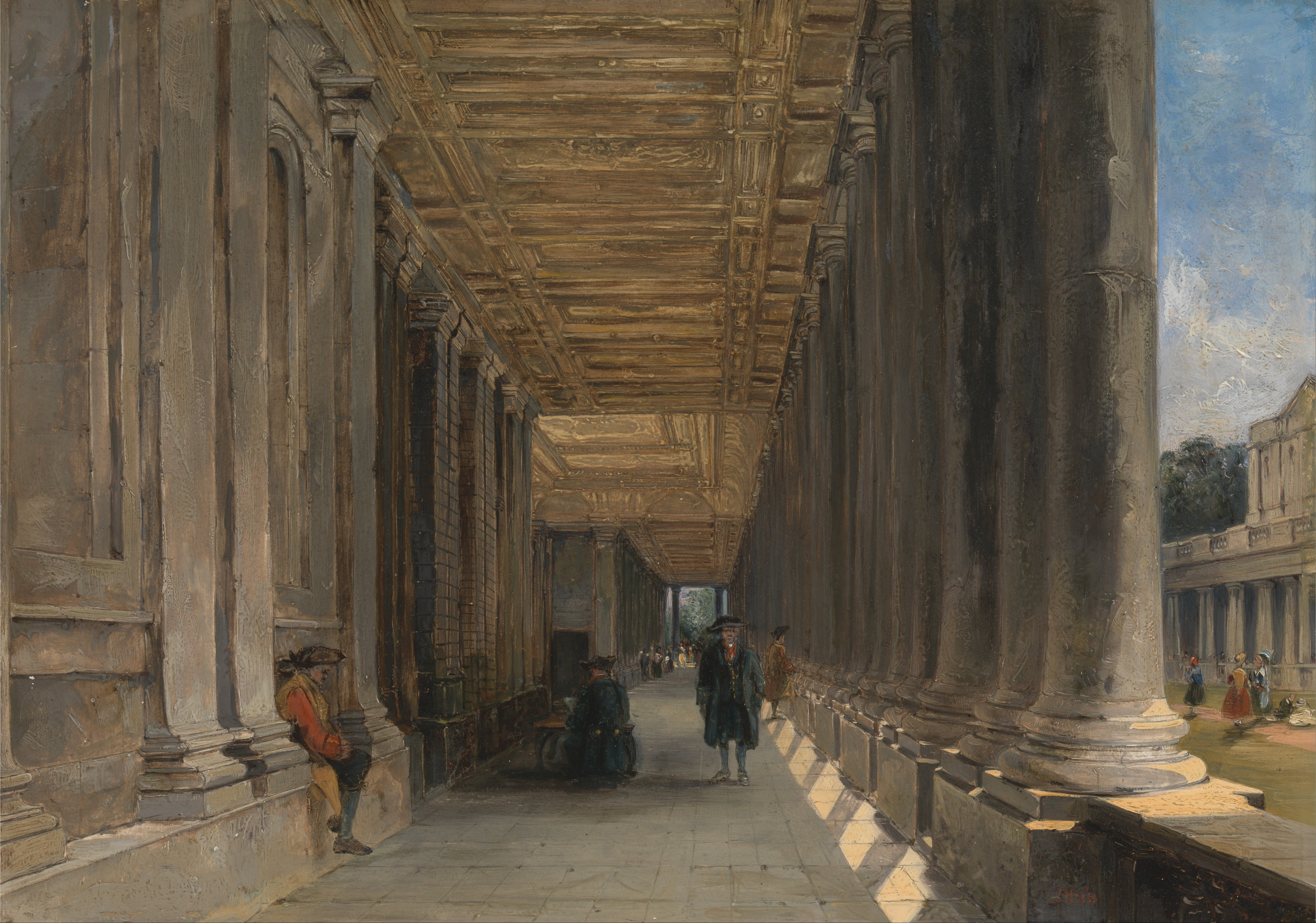
Британский художник расписал колоннаду Дома королевы Марии в Королевском военно-морском колледже

Исследования в Гринвичском университете направлены на то, чтобы повлиять на здравоохранение, образование, науку, инженерию, вычислительную технику и социальную политику и улучшить их, и привлекают международные агентства, правительственные ведомства и глобальные корпорации (например, Pfizer, GlaxoSmithKline, BAE Systems, Airbus, GE Aviation и Merck Consumer Health) из более чем 50 стран. Важные области исследований и консультаций включают ландшафтную архитектуру, трудовые отношения, пожарную безопасность, природные ресурсы, туризм и гостеприимство, анализ социальных сетей, образование, обучение, лидерство в сфере образования и общественные услуги.

## Рейтинги
Согласно рейтинговой таблице The Guardian University Guide 2022, университет занял 94-е место из 121 британского вуза. Предметы, преподаваемые в Университете Гринвича, поднялись в рейтинге университетов Guardian на 2022 год: химия поднялась на 10 позиций с 2021 года. Также значительно поднялся уровень криминалистики, криминологии, машиностроения.
В рейтинге мировых университетов Центра мировых рейтингов университетов (Center for World University Rankings) за 2020–2021 годы Гринвичский университет занял 76-е место в Великобритании. В 2022 году Гринвичский университет занял 750-800 место в глобальном рейтинге QS World University Rankings.
В рейтинге воздействия Times Higher Education (THE) за 2020 год Гринвич показал хорошие результаты в нескольких категориях:
- Ответственное потребление и производство (24 место)
- Сокращение неравенства (68-е место)
- Климатическое действие (75-е место)
- Партнёрство ради целей (77-е место)

## Награды
В 2012 году университет был признан самым зелёным в Великобритании по версии People & Planet Green League Table. В 2019 году он занял 14-е место в Великобритании и третье место в Лондоне.
В 2019 году Университетский институт природных ресурсов был удостоен юбилейной премии Королевы за исследования в области борьбы с вредителями и борьбы с болезнями людей и животных в Великобритании и за рубежом; в 2015 году он получил премию за работу по выращиванию маниока в Африке.
С 2014 года университет получил Серебряный статус в системе высшего образования Teaching Excellence Framework (TEF).

## Спор работников столовой
В 2019 году главной столовой университета управляла компания BaxterStorey, которая платила своим работникам 9,25 фунтов стерлингов в час без оплаты больничных по договору. После того, как повар потерял сознание по дороге домой после смены при обычной 80-часовой рабочей неделе, все рабочие вступили в профсоюз UVW. После четырёх дней забастовки в октябре 2019 года и протестов против срыва ежегодной выпускной церемонии и заседания правления Гринвичский университет объявил в начале января 2020 года, что все привлечённые на аутсорсинг работники кафе, уборщики и охранники будут получать прожиточный минимум в размере 10,55 фунтов стерлингов в Лондоне в дополнение к тем же выплатам по болезни и ежегодному отпуску, что и у сотрудников университета.

## Партнёрство с Чарльтон Атлетик
В 2018 году Гринвичский университет начал сотрудничество с футбольным клубом Чарльтон Атлетик.

## Известные выпускники

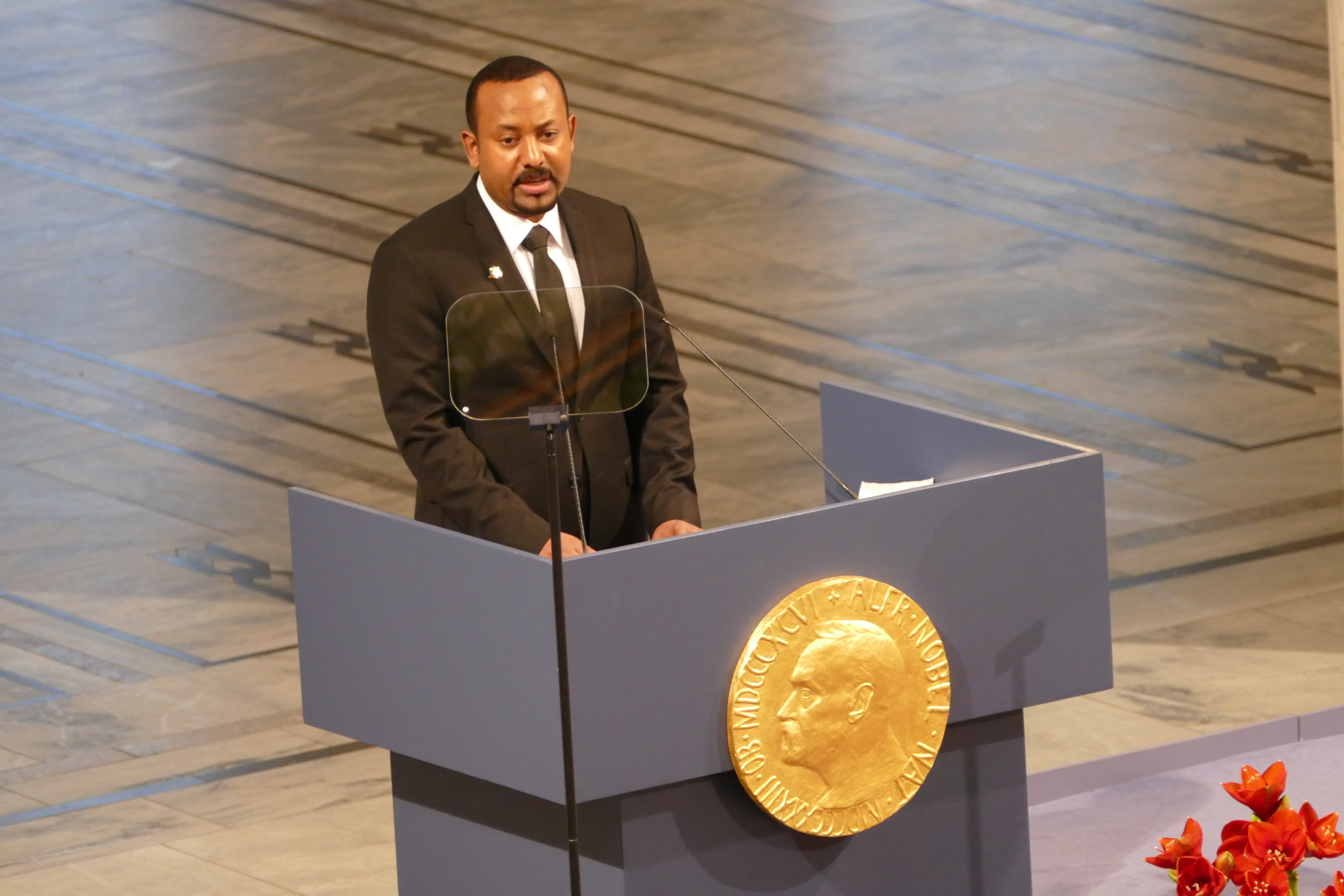
Абий Ахмед, премьер-министр Эфиопии и лауреат Нобелевской премии мира

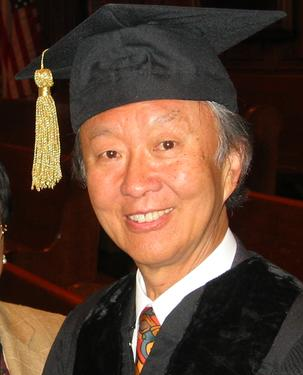
Сэр Чарльз Као был одним из выдающихся выпускников Университета

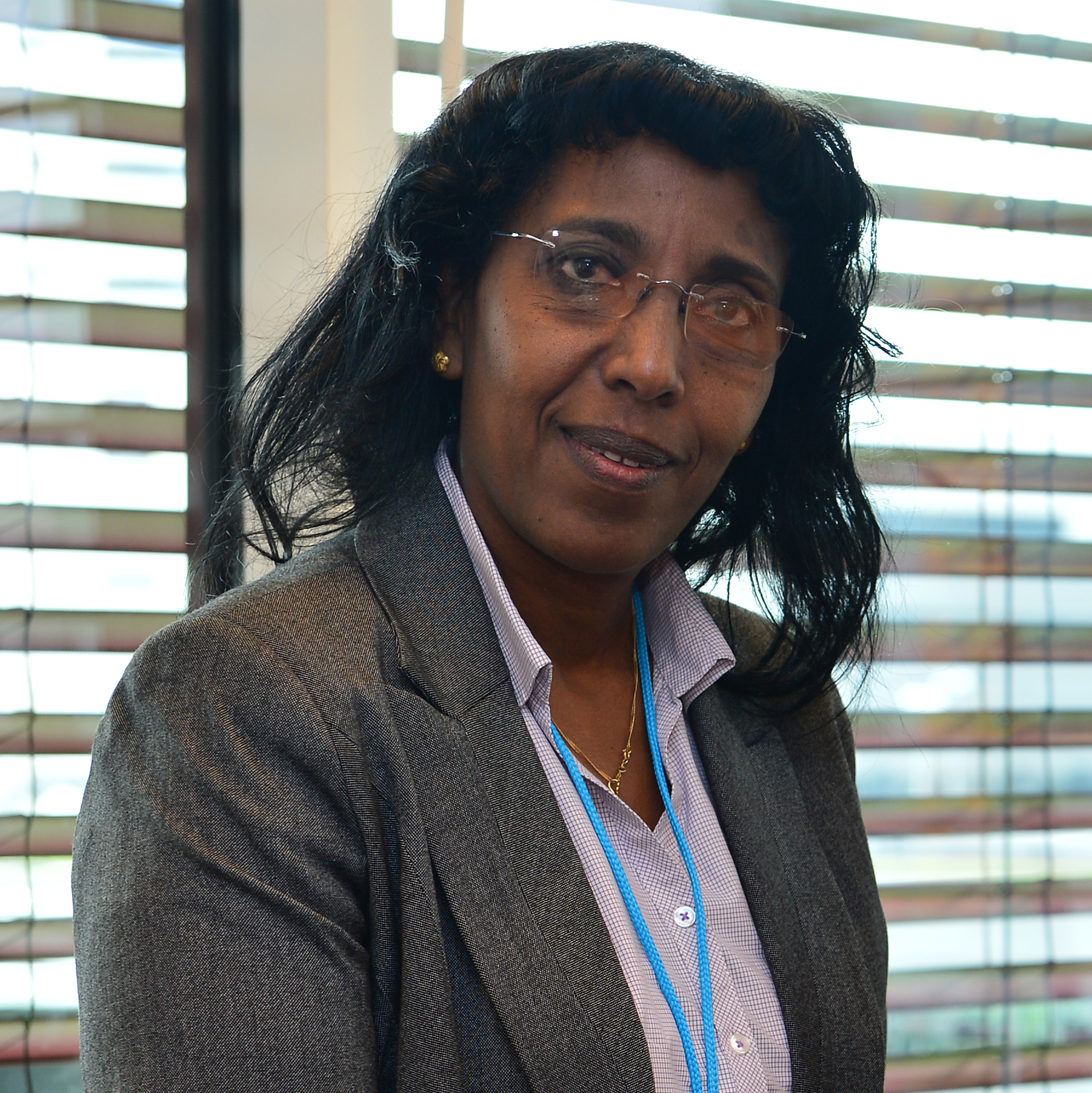

Среди выдающихся выпускников университета и его организаций-предшественников — лауреат Нобелевской премии Чарльз Као, который был удостоен Нобелевской премии по физике в 2009 году за свою работу по передаче света в оптоволокне, и Абий Ахмед, получивший Нобелевскую премию мира 2019 года. В июне 2021 года представители нескольких стран призвали пересмотреть вопрос о присуждении Нобелевской премии мира Абию из-за военных преступлений, совершённых в Тыграе. Два министра правительства Великобритании, Ричард Марш и Гарет Томас, также являются выпускниками Университета Гринвича. Более обширный список приведён ниже.
- Абий Ахмед, премьер-министр Эфиопии и лауреат Нобелевской премии мира
- Jme, рэп-исполнитель
- Бола Агбадже[англ.], драматург
- Хелен Бэйли[англ.], писательница[37]
- Наташа Бедингфилд, поп-певица (не завершила обучение)[38]
- Джон Бер[англ.], богослов[39]
- Мэлори Блэкман[англ.], детская писательница[38]
- Демиту Хамбиса Бонса[англ.], министр правительства Эфиопии
- Джон Бойега, актёр, наиболее известный по фильму «Звёздные войны: Пробуждение силы»
- Шейла Бромберг, музыкант Англии, арфистка
- Лиам Браун[англ.], писатель
- Кэмпбелл Кристи[англ.], председатель футбольного клуба Фалкирк[38]
- Терри Кристиан[англ.], радио- и телеведущий[40]
- Марк Дэйли[англ.], ирландский сенатор
- Шивон Дауд[англ.], писательница (Быстрый чистый крик[англ.])[41]
- Дженни Фаган[англ.], писательница
- Лео Форчун-Уэст[англ.], профессиональный футболист[42]
- Сара Гиллеспи[англ.], певица и автор песен[38]
- Пиппа Гард[англ.], актриса[38]
- Гарет Хейл[англ.], комик[38]
- Патрик Харрингтон[англ.], политик Национального Фронта (1979–1989), в настоящее время в аналитическом центре Третий путь[англ.]; генеральный секретарь профсоюза Солидарность[англ.][38]
- Рэйчел Хейхо Флинт[англ.], крикетер[38]
- Брайан Джэкс, бронзовый медалист по дзюдо Олимпийских игр 1972 года[38]
- Марк Джексон[англ.], музыкант (VNV Nation)[38]
- Мэтт Джеймс, музыкант (Gene)[38]
- Чарльз К. Као, учёный, лауреат Нобелевской премии
- Грэм Кендрик[англ.], христианский лидер поклонения[38]
- Пабло Даниэль Маги[англ.], писатель, журналист и драматург[38]
- Ричард Марш[англ.], политик[43]
- Руй Морейра, португальский политик и бизнесмен; мэр Порту
- Чиненье Очуба-Акинладе[англ.], бывшая Самая красивая девушка Нигерии[англ.]
- Сара Оквелл-Смит[англ.], автор книг по воспитанию детей и уходу за детьми[38]
- Норман Пейс[англ.], актёр и комик[43]
- Энн Пакер, золотая медалистка Олимпийских игр 1964 года[43]
- Лара Пулвер, английская театральная и телевизионная актриса
- Ричард Пайбус[англ.], тренер по крикету[43]
- Джейми Рейнолдс, музыкант (Klaxons)[44]
- Джордж Роуз[англ.], бизнесмен[43]
- Дейв Раунтри, музыкант (Blur)[45]
- Этьен Шнайдер[англ.], вице-премьер-министр Люксембурга
- Питер Скиннер[англ.], депутат Европейского парламента[43]
- Арамазд Степанян[англ.], драматург
- Уильям Стюарт[англ.], телеведущий (Пятнадцать к одному[англ.])[43]
- Нина Стиббе[англ.], писательница
- Адель Страйп[англ.], писательница
- Джой Онумаджуру[англ.], модель, предпринимательница, филантроп
- Гарет Томас[англ.], политик[43]
- Юэн Уитакер[англ.], астроном британского происхождения, специализирующийся на исследованиях Луны (выпускник Политехнического института Вулиджа)
- Джоэл Уилланс[англ.], автор, копирайтер и британский эмигрант; создатель популярного финского бренда в социальных сетях и автор связанной книги, в которой легко высмеиваются стереотипы, связанные с Финляндией[46][47]